# Metallographeus angolensis
Metallographeus angolensis är en skalbaggsart som beskrevs av Stefan von Breuning 1978. Metallographeus angolensis ingår i släktet Metallographeus och familjen långhorningar.
Artens utbredningsområde är Angola. Inga underarter finns listade i Catalogue of Life.